# Campionati austriaci di sci alpino 2021
I Campionati austriaci di sci alpino 2021 si sono svolti a Glungezer e Saalbach-Hinterglemm dal 10 febbraio al 1º aprile; il programma ha incluso gare di discesa libera, supergigante, slalom gigante, slalom speciale e combinata, tutte sia maschili sia femminili.
Trattandosi di competizioni valide anche ai fini del punteggio FIS, vi hanno potuto partecipare anche sciatori di altre federazioni, senza che questo consentisse loro di concorrere al titolo nazionale austriaco. 

## Risultati

### Uomini

#### Discesa libera
| Pos. | Atleta            | Nazione  | Tempo   |
| ---- | ----------------- | -------- | ------- |
| 1    | Yannick Chabloz   | Svizzera | 1:07,32 |
| 2    | Daniel Danklmaier | Austria  | 1:07,43 |
| 3    | Julian Schütter   | Austria  | 1:07,66 |
| 4    | Stefan Eichberger | Austria  | 1:07,70 |
| 5    | Josua Mettler     | Svizzera | 1:07,78 |
| 6    | Lars Rösti        | Svizzera | 1:07,85 |
| 7    | Cédric Ochsner    | Svizzera | 1:07,86 |
| 8    | Stefan Rieser     | Austria  | 1:07,94 |
| 9    | Philipp Lackner   | Austria  | 1:07,97 |
| 10   | Mattia Cason      | Italia   | 1:08,00 |
| 10   | Jacob Schramm     | Germania | 1:08,00 |

Data: 10 febbraio

Località: Saalbach-Hinterglemm

#### Supergigante
| Pos. | Atleta                 | Nazione     | Tempo |
| ---- | ---------------------- | ----------- | ----- |
| 1    | Otmar Striedinger      | Austria     | 49,30 |
| 2    | Stefan Babinsky        | Austria     | 49,44 |
| 3    | Daniel Hemetsberger    | Austria     | 49,55 |
| 4    | Daniel Danklmaier      | Austria     | 49,64 |
| 5    | Maximilian Lahnsteiner | Austria     | 49,87 |
| 6    | Max Franz              | Austria     | 49,99 |
| 7    | Raphael Haaser         | Austria     | 50,00 |
| 8    | Lukas Feurstein        | Austria     | 50,03 |
| 9    | Andreas Ploier         | Austria     | 50,16 |
| 10   | Maarten Meiners        | Paesi Bassi | 30,33 |

Data: 26 marzo

Località: Glungezer

#### Slalom gigante
| Pos. | Atleta              | Nazione     | Tempo   |
| ---- | ------------------- | ----------- | ------- |
| 1    | Magnus Walch        | Austria     | 2:08,65 |
| 2    | Stefan Brennsteiner | Austria     | 2:08,67 |
| 3    | Dominik Raschner    | Austria     | 2:08,73 |
| 4    | Daniel Meier        | Austria     | 2:08,83 |
| 5    | Roland Leitinger    | Austria     | 2:08,99 |
| 6    | Patrick Kenney      | Stati Uniti | 2:09,04 |
| 7    | Armin Dornauer      | Austria     | 2:09,07 |
| 8    | Brian McLaughlin    | Stati Uniti | 2:09,23 |
| 9    | Stefano Baruffaldi  | Italia      | 2:09,97 |
| 10   | Christian Borgnaes  | Austria     | 2:10,31 |

Data: 30 marzo

Località: Glungezer

#### Slalom speciale
| Pos. | Atleta           | Nazione | Tempo   |
| ---- | ---------------- | ------- | ------- |
| 1    | Dominik Raschner | Austria | 1:30,49 |
| 2    | Simon Rueland    | Austria | 1:30,72 |
| 3    | Marc Digruber    | Austria | 1:31,00 |
| 4    | Joshua Sturm     | Austria | 1:31,50 |
| 5    | Thomas Dorner    | Austria | 1:31,65 |
| 6    | Johannes Strolz  | Austria | 1:31,74 |
| 7    | Pirmin Hacker    | Austria | 1:31,86 |
| 8    | Armin Dornauer   | Austria | 1:31,91 |
| 9    | Richard Leitgeb  | Austria | 1:31,96 |
| 10   | Stefan Schragl   | Austria | 1:32,04 |

Data: 31 marzo

Località: Glungezer

#### Combinata
| Pos. | Atleta             | Nazione | Tempo   |
| ---- | ------------------ | ------- | ------- |
| 1    | Adrian Pertl       | Austria | 1:35,57 |
| 2    | Pirmin Hacker      | Austria | 1:35,66 |
| 3    | Michael Matt       | Austria | 1:35,67 |
| 4    | Felix Hacker       | Austria | 1:36,04 |
| 5    | Lukas Feurstein    | Austria | 1:36,08 |
| 6    | Raphael Haaser     | Austria | 1:36,09 |
| 7    | Johannes Strolz    | Austria | 1:36,34 |
| 8    | Lukas Passrugger   | Austria | 1:36,66 |
| 9    | Jakob Eisner       | Austria | 1:37,06 |
| 10   | Christian Borgnaes | Austria | 1:37,28 |

Data: 27 marzo

Località: Glungezer

### Donne

#### Discesa libera
| Pos. | Atleta              | Nazione  | Tempo   |
| ---- | ------------------- | -------- | ------- |
| 1    | Sabrina Maier       | Austria  | 1:09,68 |
| 2    | Rosina Schneeberger | Austria  | 1:09,93 |
| 3    | Vanessa Nußbaumer   | Austria  | 1:10,12 |
| 4    | Delia Durrer        | Svizzera | 1:10,44 |
| 5    | Michaela Heider     | Austria  | 1:10,50 |
| 6    | Emily Schöpf        | Austria  | 1:10,55 |
| 7    | Christina Ager      | Austria  | 1:10,79 |
| 8    | Camille Cerutti     | Francia  | 1:10,89 |
| 9    | Katja Grossmann     | Svizzera | 1:10,90 |
| 10   | Nadine Fest         | Austria  | 1:10,92 |
| 10   | Magdalena Ranalter  | Austria  | 1:10,92 |

Data: 14 febbraio

Località: Saalbach-Hinterglemm

#### Supergigante
| Pos. | Atleta              | Nazione       | Tempo |
| ---- | ------------------- | ------------- | ----- |
| 1    | Lena Wechner        | Austria       | 56,22 |
| 2    | Ariane Rädler       | Austria       | 56,47 |
| 3    | Christine Scheyer   | Austria       | 56,55 |
| 4    | Sabrina Maier       | Austria       | 56,60 |
| 5    | Michaela Heider     | Austria       | 56,82 |
| 6    | Emily Schöpf        | Austria       | 57,19 |
| 7    | Charlotte Lingg     | Liechtenstein | 57,38 |
| 8    | Sandra Absmann      | Austria       | 57,45 |
| 9    | Magdalena Kappaurer | Austria       | 57,50 |
| 10   | Christina Ager      | Austria       | 57,67 |

Data: 24 marzo

Località: Glungezer

#### Slalom gigante
| Pos. | Atleta            | Nazione | Tempo   |
| ---- | ----------------- | ------- | ------- |
| 1    | Elisa Platino     | Italia  | 1:45,53 |
| 2    | Elisa Mörzinger   | Austria | 1:45,82 |
| 3    | Nadine Fest       | Austria | 1:46,01 |
| 4    | Lisa Hörhager     | Austria | 1:46,06 |
| 5    | Sophia Waldauf    | Austria | 1:46,12 |
| 6    | Michaela Heider   | Austria | 1:46,31 |
| 7    | Christine Scheyer | Austria | 1:46,43 |
| 8    | Vivien Insam      | Italia  | 1:46,47 |
| 9    | Francesca Fanti   | Italia  | 1:46,52 |
| 10   | Anna Grünauer     | Austria | 1:46,56 |

Data: 1º aprile

Località: Glungezer

#### Slalom speciale
| Pos. | Atleta               | Nazione     | Tempo   |
| ---- | -------------------- | ----------- | ------- |
| 1    | Marie-Therese Sporer | Austria     | 1:36,99 |
| 2    | Vivien Insam         | Italia      | 1:37,94 |
| 3    | Lisa Hörhager        | Austria     | 1:38,14 |
| 4    | Celina Herz          | Austria     | 1:38,16 |
| 5    | Bernadette Lorez     | Austria     | 1:38,51 |
| 6    | Marija Škanova       | Bielorussia | 1:38,52 |
| 7    | Monika Widmoser      | Austria     | 1:39,13 |
| 8    | Sophia Waldauf       | Austria     | 1:39,98 |
| 9    | Pia Lingg            | Austria     | 1:40,09 |
| 10   | Elisa Mörzinger      | Austria     | 1:40,56 |

Data: 31 marzo

Località: Glungezer

#### Combinata
| Pos. | Atleta              | Nazione | Tempo   |
| ---- | ------------------- | ------- | ------- |
| 1    | Lisa Hörhager       | Austria | 1:38,03 |
| 2    | Christine Scheyer   | Austria | 1:38,04 |
| 3    | Nevena Ignjatović   | Serbia  | 1:38,72 |
| 4    | Katharina Gallhuber | Austria | 1:38,84 |
| 5    | Katharina Huber     | Austria | 1:39,00 |
| 6    | Emily Schöpf        | Austria | 1:39,14 |
| 7    | Carmen Spielberger  | Austria | 1:39,51 |
| 8    | Victoria Olivier    | Austria | 1:39,84 |
| 9    | Christina Ager      | Austria | 1:39,90 |
| 10   | Magdalena Kappaurer | Austria | 1:39,96 |

Data: 25 marzo

Località: Glungezer